# Histoire de l'animation américaine
L'histoire de l'animation américaine commence en avril 1906 avec la découverte aux États-Unis de ce qu’en France on appellera le « "mouvement américain". Il était encore inconnu en Europe. » C’est James Stuart Blackton qui réalise ainsi le premier dessin animé photographique de l’histoire du cinéma (le Français Émile Reynaud ayant été le premier, en 1892, à animer des dessins directement tracés et coloriés sur la pellicule pour ses pantomimes lumineuses qui durent de 1 minute 30 à 5 minutes). Blackton utilise le procédé du tableau noir et du dessin à la craie blanche (à l’époque, seules existent des pellicules noir et blanc) et son film s’intitule Humorous Phases of Funny Faces (Mimiques amusantes de figures rigolotes). Il filme image par image avec une caméra transformée dont la manivelle, à chacun de ses tours, entraîne le mécanisme à prendre une seule image, un seul photogramme, et positionne la pellicule un pas plus loin, dans l’attente du « tour de manivelle » suivant, ad libitum. Chaque geste, mimique ou déplacement créé nécessite une douzaine de « tours de manivelle » par seconde d’action à construire. Entre chacune des prises de vues, Blackton efface le trait à la craie de la partie qu’il désire animer, et la redessine dans la position suivante. Blackton réalisera plus tard The Haunted Hotel (1907) utilisant un mélange de prise de vues réelles et de trucages (à base de fils comme de stop-motion) montrant un homme en prise avec des objets vivants.

## En Amérique du Nord
Au Canada, l'ONF (Office National du Film) est un acteur majeur du développement du cinéma d'animation mondial. Il permet à de nombreux artistes internationaux de développer leur talents et les techniques les plus variées.
Aux États-Unis, l'approche est tout aussi artistique mais se veut à l'échelle industrielle. Les frères Fleischer, Walt Disney ou Tex Avery, permettent le succès commercial de l'animation américaine, grâce à des procédés industriels qu'ils rôdent patiemment, et que d'autres pays savent adapter à leurs propres besoins. 

## En Amérique du Sud
Le premier long métrage de l'histoire de l'animation américaine est un film de 70 minutes Argentin, El Apóstol, réalisé en 1917 par Quirino Cristiani. Il ne reste malheureusement aujourd'hui plus rien de ce film dont les copies ont brûlé dans un incendie en 1926.
Au début du XXIe siècle, la production argentine internationale reprend avec des films comme Mercano, le Martien (Mercano, el marciano), sorti en 2004.